# محي الدين صابر
محي الدين صابر محمدين (1919 -2003) من أعلام التعليم في السودان و أول حاصل على شهادة دكتوراة في السودان و أول من غير النظام التعليمي الموروث من الإنجليز. ولد في دلقو المحس (قرية أقترى) ،حيث تلقى تعليمه الإبتدائي. وتخرج في دار العلوم عام 1945م ، ونال دبلوما تربويا عام 1946م. حصل على شهادتي دكتوراه في الآداب و العلوم الاجتماعية في الأربعينات و أوائل الخمسينات. تزوج طبيبة من بنات المنطقة ، وأنجب منها أربعة بنين وبنتا. 

## الخبرات العملية
- عين وكيلا برلمانيا في أول حكومة انتقالية.
- رأس تحرير عدة صحف سودانية خلال 1956م-1959م.
- عمل خبيرا في اليونسكو 1959-1968م.
- انتخب عضوا برلمانيا وعضوا في مجلس جامعة الخرطوم.
- عين وزيرا للتربية 1969م، حيث أضاف عامين للتعليم الأساسي ، وأعاد صياغة المناهج و اهتم بالتعليم الفني وتوسع في عهده التعليم أفقيا ورأسيا
- انتخب رئيسا للجهاز العربي لمحو الأمية وتعليم الكبار 1973م ومديرا للمنظمة العربية للتربية و الثقافة والعلوم 1976م وظل فيه 13عاما متواصلة.

## إسهاماته
- لديه عشرات المؤلفات و البحوث المنشورة .
- شارك في العديد من المؤتمرات و الندوات القومية و الدولية .
- حظي بعضوية هيئات عديدة ونال عدة أوسمة من دول عديدة.
- تبنى العديد من المشاريع الثقافية العربية و أقام مؤسسات في عدد من الدول العربية.
- أسس معهد اللغة العربية للناطقين بغيرها في السودان.

## إسهاماته في المجال الفكري و الأدبي
نشرت له مجلة الرسالة أشعارا عديدة ، وله ديوان مخطوط. وكان عضوا في المجمع اللغوي في دمشق. وهومؤلف نشيد مؤتمر الخريجين (صرخة روت دمي).